# Mayer & Co Beschläge GmbH
Het bedrijf  Mayer & Co Hardware GmbH (ook bekend onder de naam MACO) is een internationale producent van  raam- en deurbeslag, met het hoofdkantoor in  Salzburg, Oostenrijk. Bovendien is de fabrikant gespecialiseerd in oplossingen tegen inbraak en voor veiligheid, raambewaking en  corrosiebescherming. In totaal bestaat het wereldwijde personeelsbestand bij de MACO groep uit ongeveer 2100 mensen (januari 2014) en heeft een totale bedrijfsoppervlakte van ongeveer 140.000 m². In alle productielocaties zijn maatregelen geëxploiteerd die bijdragen aan een beter milieu volgens  norm ISO 14000 (natuurlijke hulpbronnen, groene energie en milieubescherming). Bij de Oostenrijkse productievestigingen Salzburg, Trieben en Mauterndorf zijn mogelijkheden voor een opleiding voor 13 verschillende beroepen.